# Janusz Konieczny (generał)
Janusz Konieczny (ur. 17 grudnia 1946 w Zbąszyniu, zm. 6 grudnia 2023 w Konstancinie-Jeziornie) – oficer Wojska Polskiego, generał brygady, pilot klasy mistrzowskiej.

## Życiorys
Syn Józefa i Marii. W 1964 r. w Aeroklubie Ziemi Lubuskiej w Zielonej Górze odbył szkolenie szybowcowe w ramach Lotniczego Przysposobienia Wojskowego, a w 1965 r. w Krośnie nad Wisłokiem odbył kurs samolotowy. 13 stycznia 1966 r. ukończył Technikum Mechaniczne w Świebodzinie. W 1968 r. ukończył, jako prymus, Oficerską Szkołę Lotniczą w Dęblinie i otrzymał przydział do 3 pułku lotnictwa myśliwsko-bombowego w Bydgoszczy. 3 stycznia 1969 r. został przeniesiony do służby w 51 pułku lotnictwa myśliwsko-szturmowego w Pile. Po jego rozformowaniu służył w 6 pułku lotnictwa myśliwsko-szturmowego.
W 1974 r. został skierowany do Akademii Sztabu Generalnego WP, którą ukończył 6 lipca 1977 r. Powrócił do służby w 6 plmsz w Pile na stanowisko szefa rozpoznania eskadry lotniczej. Od 11 grudnia 1977 r. służył w 45 pułku lotnictwa myśliwsko-szturmowego w Babimoście. 3 grudnia 1979 r. objął stanowisko zastępcy dowódcy tego pułku do spraw liniowych i pełnił je do 22 maja 1984 r.
23 maja 1984 r. objął stanowisko dowódcy 21 pułku lotnictwa myśliwsko-bombowego w Powidzu i pełnił je do 5 sierpnia 1986 r. Przeszedł przeszkolenie w zakresie pilotażu samolotów Su-22 i 6 sierpnia 1986 r. został mianowany dowódcą 6 pułku lotnictwa myśliwsko-bombowego w Pile. Z tego stanowiska odszedł 19 sierpnia 1988 r., kiedy to został zastępcą dowódcy 2 Dywizji Lotnictwa Myśliwsko-Bombowego. 16 września 1992 r. objął stanowisko dowódcy tej Dywizji. 3 listopada 1995 r. został mianowany dowódcą 2 Korpusu Obrony Powietrznej w Bydgoszczy. Służbę w Wojsku Polskim zakończył 16 lutego 2004 r. jako szef szkolenia – zastępca dowódcy Wojsk Lotniczych i Obrony Powietrznej.

## Życie prywatne
W 1973 r. w Warszawie zawarł związek małżeński z Teresą Ciesińską. Mają dwóch synów – Zbigniewa i Krzysztofa.

## Ordery i odznaczenia
Za swą służbę otrzymał odznaczenia:
- Krzyż Oficerski Orderu Odrodzenia Polski – 2000[7]
- Krzyż Kawalerski Orderu Odrodzenia Polski – 1993[8]
- Złoty Krzyż Zasługi – 1986
- Srebrny Krzyż Zasługi – 1981
- Medale resortowe
- Tytuł honorowy i odznaka Zasłużony Pilot Wojskowy – 2000